# Benny Moré

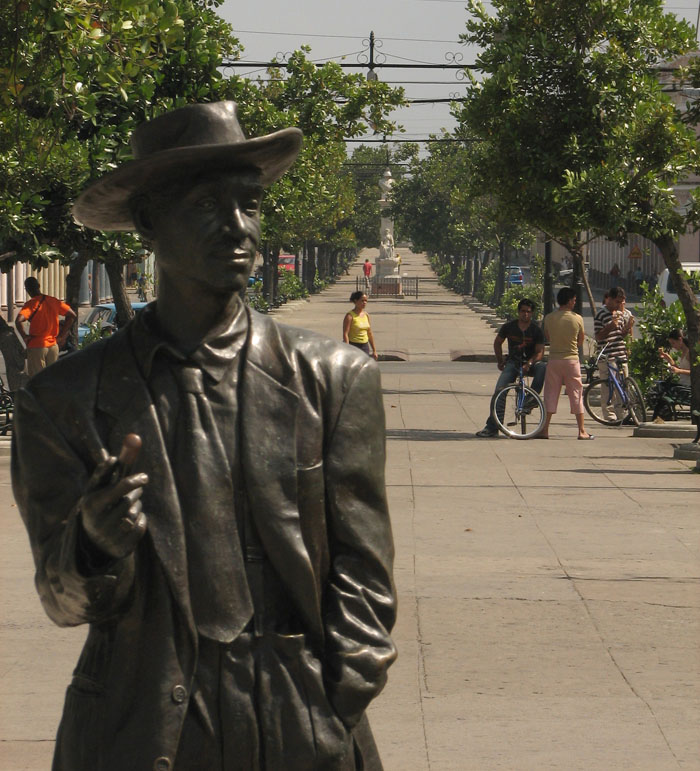
Staty över Benny Moré på Pradogatan i Cienfuegos

Bartolomé Maximiliano (Benny) Moré Gutiérrez, född 24 augusti 1919 i Santa Isabel de las Lajas på Kuba, död 19 februari 1963 i Havanna, var en kubansk sångare.
Benny Moré föddes som äldst i en syskonskara på 18 och lärde sig spela gitarr som barn. Han flyttade till Havanna 1940. Han sjöng i flera genrer av kubansk populärmusik, som son, mambo, guaracha och bolero.

## Diskografi i urval
- 1971 - Beny Moré, Discoteca del Cantar Popular
- 1992 - Beny Moré, de verdad, EGREM
- 1994 - Beny Moré en vivo, RTV Comercial/Discmedi
- 2001 - Beny Moré & Pérez Prado (2 CD), Orfeón Records
- 2004 - Bárbaro del Ritmo (1948-1950), Tumbao Cuban Clasix